# Bloomsbury (Nova Jersey)
Bloomsbury és una població dels Estats Units a l'estat de Nova Jersey. Segons el cens del 2006 tenia 881 habitants.

## Demografia
Segons el cens del 2000, Bloomsbury tenia 886 habitants, 322 habitatges, i 252 famílies. La densitat de població era de 375,9 habitants/km².
Dels 322 habitatges en un 45,7% hi vivien nens de menys de 18 anys, en un 66,1% hi vivien parelles casades, en un 9% dones solteres, i en un 21,7% no eren unitats familiars. En el 15,8% dels habitatges hi vivien persones soles el 5,3% de les quals corresponia a persones de 65 anys o més que vivien soles. El nombre mitjà de persones vivint en cada habitatge era de 2,74 i el nombre mitjà de persones que vivien en cada família era de 3,11.
Per edats la població es repartia de la següent manera: un 29,8% tenia menys de 18 anys, un 3,8% entre 18 i 24, un 38,4% entre 25 i 44, un 17,9% de 45 a 60 i un 10% 65 anys o més.
L'edat mediana era de 36 anys. Per cada 100 dones de 18 o més anys hi havia 93,8 homes.
La renda mediana per habitatge era de 64.375 dòlars i la renda mediana per família de 67.500 dòlars. Els homes tenien una renda mediana de 51.053 dòlars mentre que les dones 33.750 dòlars. La renda per capita de la població era de 26.392 dòlars. Aproximadament el 4,8% de les famílies i el 3,8% de la població estaven per sota del llindar de pobresa.

## Poblacions més properes
El següent diagrama mostra les poblacions més properes.